# Aloe gossweileri
Aloe gossweileri är en grästrädsväxtart som beskrevs av Gilbert Westacott Reynolds. Aloe gossweileri ingår i släktet Aloe och familjen grästrädsväxter. Inga underarter finns listade i Catalogue of Life.